# ЭР10
ЭР10 (Электропоезд Рижский, 10-й тип) — опытный электропоезд постоянного тока, с электрическим торможением, увеличенной длиной кузова и тремя тамбурами в вагоне, предназначенный для эксплуатации на наиболее загруженных пригородных направлениях. Является по сути продолжением проекта ЭР5 и переходным звеном к электропоездам ЭР20 (проект) и ЭР22. Заводское обозначение — 62-71. Заводские обозначения вагонов:
- моторный головной вагон (Мг) — модель 62-72;
- прицепной промежуточный вагон (Пп) — модель 62-73.

## Создание серии

### Предыстория
Для повышения технико-экономических показателей моторвагонной тяги в пригородном пассажирском сообщении, специалистами ЦНИИ МПС был проведён ряд исследовательских работ, в ходе которых было признано целесообразным увеличение длины пассажирских вагонов с 19,3 м до 23,6 м (длина цельнометаллических пассажирских вагонов), уменьшение количества прицепных вагонов, приходящихся на один моторный вагон, с двух до одного, применение системы электрического торможения, увеличение конструкционной скорости до 130 км/ч.
Проблема составности (соотношение моторных и прицепных вагонов 1:1) и конструктивной скорости была решена в 1957 году с выпуском электропоезда ЭР1. Применение рекуперативно-реостатного торможения было осуществлено на опытных моторных вагонах РС и ЭР6, а удлинение вагонов произведено на двух опытных прицепных вагонах к секциям СРЗ.
В 1958 году рассматривался технический проект восьмивагонного электропоезда ЭР5, у которого длина вагонов доведена до 24,2 м; предусматривалось рекуперативно-реостатное торможение, конструкционная скорость 130 км/ч и соотношение моторных и прицепных вагонов 1:1. Для ускорения посадки-высадки пассажиров проектом предусматривалось устройство с каждой стороны вагона трёх дверей и выход на высокие платформы.
Электропоезд формировался из вагонов трёх типов: головные с кабиной машиниста (аналогичные применённым в электропоезде ЭР1), моторные промежуточные и прицепные промежуточные. При рабочем проектировании схема электропоезда была изменена: применён принцип секционности и расположения кабин машиниста в моторных вагонах, которые стали одновременно головными для четырёхвагонной секции (составность секции: моторный — прицепной — прицепной — моторный).
Производство электропоезда освоено не было.

### Проектирование
Идеи, заложенные в проекте ЭР5, было решено реализовать на другом поезде, получившего затем серию ЭР10. Были сохранены компоновка вагонов и композиция состава; и лишь немного увеличилась длина вагона (с 24,2 до 24,5 м). Как и в ЭР5, предусматривалась система рекуперативно-реостатного торможения.

## Общие сведения
В 1960 году Рижский вагоностроительный (строивший моторные вагоны), Калининский вагоностроительный (прицепные вагоны) и Рижский электромашиностроительный (электрооборудование) заводы выпустили два новых четырёхвагонных электропоезда, получивших обозначение ЭР10. Два таких электропоезда могли объединяться в один восьмивагонный электропоезд.
Всего в 1960—1961 годах было построено шесть четырёхвагонных электропоездов, которые были объединены в три восьмивагонных электропоезда. Нумерация составов была изменена (восьмивагонный электропоезд получал единый номер), то есть четырёхвагонные электропоезда стали секциями восьмивагонных. Далее по тексту под электропоездом ЭР10 понимается именно восьмивагонный состав; под секцией ЭР10 — четырёхвагонный как часть восьмивагонного.

### Технические характеристики
Основные параметры четырёхвагонной секции:
- длина вагона — 24 500 мм;
- мест для сидения:
  - в поезде — 486;
  - в вагоне Мг — 112;
  - в вагоне Пп — 131;
- масса тары:
  - поезда — 207,8 т;
  - вагона Мг — 65,7 т;
  - вагона Пп — 40,0 т;
- конструкционная скорость — 130 км/ч.

Каждый секция компоновалась по схеме Мг+Пп+Пп+Мг. При этом была предусмотрена эксплуатация этих поездов по системе многих единиц (СМЕ), объединяя два состава в восьмивагонный поезд.

### Нумерация и маркировка
Система нумерации и маркировки, применённая на серии ЭР10, в целом соответствует принятой для других электропоездов РВЗ. Впервые подобная система применена для серии ЭР1; однако в данном случае есть отличия в нумерации вагонов, поскольку композиция состава существенно отличается от ЭР1 (позже похожая система была применена на электропоездах серии ЭР22).
Новые четырёхвагонные составы получали номера трёхзначного написания, от 001 до 006 включительно. Маркировка на лобовой части головных вагонов выполнялась в формате ЭР-10-ХХX, где XХХ – номер состава (без указания номера вагона). Маркировка выполнялась под лобовыми стёклами в центре. Маркировка с номерами вагонов выполнялась под окнами рядом с дверями среднего тамбура. Также под лобовыми стёклами в центре (над номером) закреплялся логотип РВЗ того времени (пятиконечная звезда с двумя крыльями по бокам и буквами «РВЗ» сверху).
Позже (после объединения в восьмивагонные составы) нумерация изменилась (ЭР10-001 и ЭР10-002 оформлен как ЭР10-001, ЭР10-003 и ЭР10-004 как ЭР10-002, ЭР10-005 и ЭР10-006 как ЭР10-003). При такой нумерации каждый из восьми вагонов электропоезда получал свой номер, в котором первая цифра означала номер состава (первые два нуля опускались), последние две – номер вагона по комплекту. Моторные вагоны (Мг) получали чётные номера (02, 04, 06 и 08), прицепные (Пп) — нечётные (01, 03, 05 и 07). Например, маркировка  первого головного (моторного) вагона электропоезда ЭР10-001 стала ЭР-10-102; одного из промежуточных (прицепных) вагонов электропоезда ЭР10-002 стала ЭР-10-205 и так далее. Окончательной ясности о нумерации, принятой для вагонов ЭР10 на РВЗ/КВЗ изначально, нет.

## Конструкция

### Кузов
Кузов новых электровагонов имел значительные конструктивные изменения по сравнению с выпускавшимися на тот момент вагонами электропоездов серий ЭР1 и ЭР6. Длина кузова — 24,5 м. В середине вагона находился третий тамбур. Вагоны имели по три выхода на высокие платформы с каждой стороны.

### Электрооборудование
Электрооборудование моторных вагонов не сильно отличалось от оборудования электропоездов ЭР6. Тележки и привод не претерпели никаких изменений. Моторные вагоны оснащались тяговыми электродвигателями (ТЭД) ДК-106А-2, имевшими по сравнению с ДК-106А увеличенное сечение проводов (для предотвращения перегрева) и ряд других незначительных доработок. Тормозное оборудование также в целом было взято от ЭР6. По сравнению с электропоездом ЭР6 увеличилось число ступеней ослабления возбуждения для более плавного разгона поезда — их стало шесть вместо четырёх. Также в конструкцию был внесён ряд других изменений.
Так как мощность ТЭД по сравнению с электропоездом ЭР6 осталась неизменной, а масса вагонов возросла, то удельная мощность несколько уменьшилась. Однако из-за устранения нагрева полюсов ТЭД реле ускорения имели уставку 330 А против старых 285 А, что давало возможность сохранить скорость движения ЭР10 практически неизменной по сравнению с ЭР6.

## МВПС, созданный на базе серии ЭР10
Мощность тяговых двигателей ЭР10 была признана недостаточной, и в 1964 году РВЗ выпустил две новые четырёхвагонные секции, получившие серию ЭР22. В 1965 году обе секции проходили различные испытания, после чего они были сцеплены в один состав ЭР22-01, который некоторое время числился в парке депо Перерва Московской железной дороги, а в конце 60-х годов был передан на завод-изготовитель. В 1964 году РВЗ приступил к серийному производству электропоездов ЭР22, продолжавшемуся до 1968 года, за которыми последовало единичное производство модификаций ЭР22М в 1972 году, ЭР22В в 1975—1976 годах, ЭР2Р (в изначальном проекте ЭР22К) в 1979 году.
Под моторные вагоны подкатывались новые тележки бесчелюстного типа с опорно-рамной подвеской ТЭД. Под прицепные вагоны подкатывались новые тележки разработки КВЗ, причём предусматривался вариант исполнения с дисковыми тормозами. Колёса моторных вагонов на первом составе были цельнокатаными и имели диаметр 1050 мм. ТЭД типа РТ-113, установленные на каждой оси моторных вагонов, имели в часовом режиме (при 100 % возбуждении) мощность 230 кВт.
Похожая компоновка и конструкция применялась на электропоездах переменного тока ЭР11 (для МПС СССР), ЭР31 и ЭР35 для Югославии/Сербии, а также ЭР33 для Болгарии.

## Эксплуатация
ЭР10 изначально поступили в депо Перерва и эксплуатировались на Курском и изредка других направлениях Московского железнодорожного узла (в том чиле в депо Лобня на ветке Бескудниково — Лосиноостровская). В 1974 году они были исключены из инвентаря МПС из-за отсутствия запасных частей.

## Сохранённые электропоезда
В хорошем состоянии сохранился моторный головной вагон №206, длительное время стоявший в качестве склада в депо Москва-Курская (ТЧ-1) Московской ж.д. Оттуда он поступил в музей Октябрьской железной дороги в Санкт-Петербурге (располагался на территории бывшего Варшавского вокзала). После передислокации и переименования музея в Музей железных дорог России перевезён на новую площадку (рядом с Балтийским вокзалом Санкт-Петербурга). При этом аутентичность отделки вагона не доказана, так как в Петербург он прибыл в виде сарая на собственных осях, а салон собирался силами добровольцев из деталей салона одного из списываемых на тот момент электропоезда ЭР1; то же самое касается кабин и прочего.
Остальные уцелевшие вагоны использовались в качестве складских или служебных помещений; окна, как правило, заваривались, вносились иные изменения в конструкцию. Один головной и один промежуточный вагоны, по крайней мере, до 2003 года, находились в депо Ожерелье. Ещё один головной вагон по состоянию на 2012 год имелся на базе запаса Рославль-II. Несколько вагонов ЭР10 обнаружены[когда?] в депо Узловая. Более поздних сведений об этих вагонах не обнаружено.
- Вагон ЭР10-206 в Центральном музее Октябрьской железной дороги
- Вид спереди сбоку
- Вид сзади сбоку
- Фрагмент пассажирского салона

### Комментарии
1. ↑  Высокая платформа — платформа, высота которой над уровнем головки рельса (УГР) составляет 1100 мм. Средняя платформа — платформа, высота которой над УГР составляет 550 мм. Низкая платформа — платформа, высота которой над УГР не более 200 мм[1].